# ガンダム戦記 -一年戦争全戦闘記録-
『ガンダム戦記 -一年戦争全戦闘記録-』（ガンダムせんき　いちねんせんそうぜんせんとうきろく）はトイ・インターナショナルによってデザインされたロボットアニメRPG。
2000年にアスキーからB5判書籍で発売された。

## 概要
機動戦士ガンダムを原作とする、ロボットアニメRPG。
プレイヤーキャラクターは人型ロボット兵器モビルスーツ（MS）を操縦する兵士となり、一年戦争を戦うことになる。
戦闘はヘクスマップ上で処理され、戦術級ウォー・シミュレーションゲームとしての要素も強い。
システムは、アメリカ合衆国のゲーム出版会社「R. タルソリアンゲームズ」の『多次元機甲戦士道メクトン・Z』を基本としている。

## システム

### 行為判定
行為判定では、サイコロとして6面ダイス2個（2D6）を使用する。
すべての行為判定は2D6による上方判定となる。
出目12は大成功と呼ばれ、達成値は2D6を振り足す（出目12であれば繰り返し）。
出目2は大失敗と呼ばれ、達成値は2D6を振り引く。
以上はガンダム戦記版の行為判定であり、元となるメクトン・Z版とは異なっている。
メクトン・Z版の行為判定]では、サイコロとして10面ダイス1個（1D10）を使用する。
すべての行為判定は1D10による上方判定となる。
出目10は大成功と呼ばれ、達成値は1D10を振り足す（出目10であれば繰り返し）。
出目1は大失敗と呼ばれ、達成値は1D10を振り引く。
使用するダイスをガンダム戦記版の2D6にするか、メクトン・Z版の1D10にするかによって、大成功の確率が大きく変わり、後述の直撃と誘爆判定の確率が大きく異なる。

### 直撃
攻撃が命中したかどうかは、攻撃側の攻撃判定と防御側の防御判定の対決によって決定される。
攻撃判定の達成値が防御判定の達成値を10上回ると、防御側の装甲値は半分として扱われる。
攻撃判定の達成値が防御判定の達成値を20上回ると、防御側の装甲値は0として扱われる。

### 誘爆判定
メカは部位ごとに耐久度を持っている（モビルスーツであれば頭部・胴体・右腕・左腕・右脚・左脚）。
部位の耐久度が1点でもダメージを受けると、ガンダム戦記版であれば2D6で残りの耐久度以下を出さなければならない
（メクトン・Z版であれば1D10）。
これに失敗すると、部位が爆発して破壊される。
たとえガンダムであっても、胴体に1ダメージを受けるだけで破壊される可能性があり、シビアな戦闘となっている。

## キャラクター
プレイヤーキャラクターは、能力値9種（サイコロによりランダムに決定）と、技能（技能ポイント割り振り）によって作成される。
技能ポイントは、熟練兵であれば60点、新兵および民間人であれば30点となる。
モビルスーツ（MS）の操縦にはいくつかの技能を使用するが、それらの技能はすべてひとつの能力値（反応値）に対応している。
そのため、反応値が低いプレイヤーキャラクターは、戦闘では非常に活躍しにくくなる。

## モビルスーツ
モビルスーツ（MS）およびモビルアーマー（MA）のデータは充実しており、105機（連邦軍35機・ジオン軍70機）が紹介されている。

## 書籍一覧
- 『ガンダム戦記 -一年戦争全戦闘記録-』 岡田伸、楯野恒雪、松代守弘、アスキー、2000年、336頁。ISBN 4-7572-0658-5